# Nekrolog 4. Quartal 1964
Nekrolog
◄◄
| ◄
| 1960
| 1961
| 1962
| 1963
| 1964 | 1965 | 1966 | 1967 | 1968 | ► | ►►
1. Quartal |
2. Quartal |
3. Quartal |
4. Quartal 1964
Weitere Ereignisse | Allgemeiner Nekrolog 1964
Die Beschreibung der verstorbenen Person sollte so kurz wie möglich gehalten sein und nur deren signifikante Tätigkeit(en) enthalten.
Neue Namen ggf. auch unter dem Geburts- und Sterbedatum, also etwa unter 1. Januar und im Geburts- und Sterbejahr (2024) eintragen (nur bei entsprechender großer Wichtigkeit). Für Beispiele siehe die schon vorhandenen Artikel.
Außerdem über die fünf zuletzt Verstorbenen, zu denen es einen ausreichend guten Artikel für eine Präsentation auf der Hauptseite gibt, nach der todesbedingten Überarbeitung der Artikel ggf. auch unter Wikipedia Diskussion:Hauptseite informieren und sie am besten auch in den anderen Wikipedia-Sprachversionen eintragen. Tipp: Regelmäßig bei news.google.de nach „ist tot“, „gestorben“ oder „verstorben“ suchen.
Wenn eine Person gestorben ist, gibt es viele Seiten zu dieser Person in der Wikipedia, die davon auch betroffen sind und entsprechend aktualisiert werden müssen. Beispiele: Namenübersichtsseite, Geburtsjahr, Geburtsort-Seiten und viele mehr.
Wie finde ich die betroffenen Seiten?
Im Suchfeld auf der linken Seite gibt man den Suchbegriff so ein: „Vorname Nachname“. Dann klickt man auf Volltext und alle Seiten mit entsprechendem Suchtext werden aufgerufen. Hier sieht man dann schnell, wo auch das Todesjahr Sinn macht oder sogar ein Teil des Artikels angepasst werden muss. Auch hilft das „Werkzeug“ auf der linken Seite sehr gut, um solche Seiten aufzufinden: „Links auf diese Seite“. Somit ist die Wikipedia wieder aktuell in allen Bereichen! Hinweis: bei Eintragung der Kategorie „Gestorben JAHR“ wird der Missbrauchsfilter 49 ausgelöst, was jedoch nicht schlimm ist. Siehe: Spezial:Missbrauchsfilter/49
Dies ist eine Liste von im vierten Quartal 1964 verstorbenen bekannten Persönlichkeiten. Die Einträge erfolgen innerhalb der einzelnen Daten alphabetisch sortiert. Tiere sind im Nekrolog für Tiere zu finden.

## Oktober
| Tag         | Name                          | Beruf, bekannt als                                                                                              | Alter | Beleg |
| ----------- | ----------------------------- | --- | ----- | ----- |
| 1. Oktober  | Stephan Angeloff              | bulgarischer Wissenschaftler, Rektor der Sofioter Universität St.-Kliment-Ohridski, Direktor des Mikrobiolog... | 86    |       |
| 1. Oktober  | Douglas McGregor              | US-amerikanischer Hochschullehrer für Management                                                                |       |       |
| 1. Oktober  | Léon Saint-Réquier            | französischer Komponist, Organist und Musikpädagoge                                                             | 92    |       |
| 1. Oktober  | Hans Schmithals               | deutscher Künstler, Kunstgewerbler sowie Herausgeber und Verfasser                                              | 86    |       |
| 1. Oktober  | Ernst Toch                    | deutsch-österreichischer Komponist im Übergang vom Stil der Spätromantik zur Moderne                            | 76    |       |
| 2. Oktober  | George Washington Blanchard   | US-amerikanischer Politiker                                                                                     | 80    |       |
| 2. Oktober  | Charles Cooper                | britischer Rennwagenkonstrukteur und Rennstallbesitzer                                                          | 70    |       |
| 2. Oktober  | Amrit Kaur                    | indische Politikerin                                                                                            | 75    |       |
| 2. Oktober  | Heinrich Pette                | deutscher Neurologe                                                                                             | 76    |       |
| 2. Oktober  | André Rousseau                | französischer Automobilrennfahrer                                                                               | 66    |       |
| 3. Oktober  | William Dobbie                | britischer Offizier und Gouverneur von Malta                                                                    | 85    |       |
| 3. Oktober  | Karl Lorenz                   | deutscher Offizier, zuletzt Generalmajor im Zweiten Weltkrieg                                                   | 60    |       |
| 3. Oktober  | Alfred Lotze                  | deutscher Mathematiker                                                                                          | 81    |       |
| 3. Oktober  | Abraham Morewski              | polnischer Schauspieler                                                                                         | 78    |       |
| 3. Oktober  | Walter Neusel                 | deutscher Schwergewichtsboxer                                                                                   | 56    |       |
| 3. Oktober  | Franz Scheurmann              | deutscher Staatswissenschaftler                                                                                 | 72    |       |
| 3. Oktober  | Erich Friedrich Schmidt       | deutscher Archäologe                                                                                            | 67    |       |
| 3. Oktober  | Martin Sinemus                | deutscher Pfarrer und Historiker                                                                                | 83    |       |
| 3. Oktober  | Friedrich Steffen             | deutscher Politiker (DP), MdL                                                                                   | 72    |       |
| 3. Oktober  | Hermann Weideli               | Schweizer Architekt                                                                                             | 87    |       |
| 4. Oktober  | Claus Bergen                  | deutscher Marinemaler und Karl-May-Illustrator                                                                  | 79    |       |
| 4. Oktober  | Josef Lüke                    | deutscher Fußballspieler                                                                                        | 65    |       |
| 4. Oktober  | Set Svanholm                  | schwedischer Opernsänger (Tenor) und Opernintendant                                                             | 60    |       |
| 5. Oktober  | Ugo Cassina                   | italienischer Mathematiker und Mathematikhistoriker                                                             | 67    |       |
| 5. Oktober  | Adolf Frommelt                | liechtensteinischer Politiker                                                                                   | 73    |       |
| 5. Oktober  | Katharina Heise               | deutsche Malerin und Bildhauerin                                                                                | 73    |       |
| 5. Oktober  | Jean Baptiste Janssens        | Generaloberer der Societas Jesu (Jesuiten)                                                                      | 74    |       |
| 5. Oktober  | Walter Röber                  | deutscher Politiker (SPD)                                                                                       | 70    |       |
| 5. Oktober  | Egon Schultz                  | deutscher DDR-Grenzoffizier, versehentlich erschossen von Untergebenem                                          | 21    |       |
| 6. Oktober  | Richard Scheibe               | deutscher Bildhauer und Medailleur                                                                              | 85    |       |
| 6. Oktober  | Erich Schmidt                 | deutscher Jurist, Oberbürgermeister und Oberstadtdirektor                                                       | 81    |       |
| 6. Oktober  | Pietro Serantoni              | italienischer Fußballspieler und -trainer                                                                       | 57    |       |
| 7. Oktober  | Sidney Cross                  | britischer Turner                                                                                               | 73    |       |
| 7. Oktober  | Charlie Davey                 | britischer Radrennfahrer                                                                                        | 77    |       |
| 7. Oktober  | Josef Engert                  | deutscher Theologe                                                                                              | 82    |       |
| 7. Oktober  | Bernhard Goetzke              | deutscher Schauspieler                                                                                          | 80    |       |
| 7. Oktober  | Fernando Leal                 | mexikanischer Maler und Bildhauer                                                                               | 68    |       |
| 7. Oktober  | Otto Lehmann-Rußbüldt         | deutscher Pazifist und politischer Publizist                                                                    | 91    |       |
| 7. Oktober  | Frank McLearn                 | kanadischer Paläontologe                                                                                        | 79    |       |
| 7. Oktober  | Hans Oldorf                   | deutscher Politiker (SPD), MdL                                                                                  | 68    |       |
| 7. Oktober  | Nick Travis                   | US-amerikanischer Jazzmusiker                                                                                   | 38    |       |
| 7. Oktober  | Eugen Varga                   | ungarisch-sowjetischer Ökonom                                                                                   | 84    |       |
| 7. Oktober  | Carl Wilhelm Witterstätter    | deutscher Flugpionier                                                                                           | 81    |       |
| 8. Oktober  | Isidor Goldschmidt            | österreichisch-amerikanischer Filmverleiher und Filmproduzent                                                   | 71    |       |
| 8. Oktober  | Conrad Gozzo                  | US-amerikanischer Jazztrompeter                                                                                 | 42    |       |
| 8. Oktober  | Hans Gruber                   | deutscher Fußballspieler                                                                                        | 59    |       |
| 8. Oktober  | Georg Friedrich Nicolai       | deutscher Arzt, Physiologe, Pazifist, und Emigrant                                                              | 90    |       |
| 9. Oktober  | Paul Diderichsen              | dänischer Linguist                                                                                              | 59    |       |
| 9. Oktober  | Siegfried Lerdon              | deutscher Fechter, mehrmaliger deutscher Meister und Olympiateilnehmer                                          | 59    |       |
| 9. Oktober  | Raniero Panzieri              | italienischer Marxist, Begründer des Operaismus                                                                 | 43    |       |
| 9. Oktober  | Richard Pellengahr            | deutscher Generalleutnant im Zweiten Weltkrieg                                                                  | 81    |       |
| 10. Oktober | Konrad Bayer                  | österreichischer Schriftsteller                                                                                 | 31    |       |
| 10. Oktober | Jacques Byck                  | rumänischer Romanist und Rumänist                                                                               | 66    |       |
| 10. Oktober | Eddie Cantor                  | US-amerikanischer Komiker, Sänger, Schauspieler, Autor und Songwriter                                           | 72    |       |
| 10. Oktober | Russ Case                     | US-amerikanischer Jazz- und Unterhaltungsmusiker                                                                | 52    |       |
| 10. Oktober | Rachel Crowdy                 | britische Krankenschwester und Sozialreformerin                                                                 | 80    |       |
| 10. Oktober | Guru Dutt                     | indischer Filmregisseur, Schauspieler und Filmproduzent                                                         | 39    |       |
| 10. Oktober | Philipp Kleffel               | deutscher Offizier, zuletzt General der Kavallerie im Zweiten Weltkrieg                                         | 76    |       |
| 10. Oktober | Heinrich Neuhaus              | ukrainischer Pianist                                                                                            | 76    |       |
| 10. Oktober | František Pícha               | tschechischer Komponist, Musikpädagoge und Volksliedsammler                                                     | 71    |       |
| 10. Oktober | Claus von Platen              | deutscher Landwirt und Politiker (NSDAP), MdR                                                                   | 73    |       |
| 10. Oktober | Adolf Spemann                 | deutscher Verleger und Kulturpolitiker                                                                          | 78    |       |
| 11. Oktober | Salamon Dembitzer             | deutschsprachiger Schriftsteller und Journalist                                                                 | 76    |       |
| 11. Oktober | Hubert Hoff                   | deutscher Maschinenbauingenieur und Hüttenkundler                                                               | 94    |       |
| 11. Oktober | Peter Lindner                 | deutscher Rennfahrer                                                                                            | 34    |       |
| 11. Oktober | Philip Mitchell               | britischer Kolonialbeamter                                                                                      | 74    |       |
| 11. Oktober | Anton Neumann                 | österreichischer Hochschullehrer und Politiker (VdU), Abgeordneter zum Nationalrat                              | 78    |       |
| 11. Oktober | Jean Pairard                  | französischer Automobilrennfahrer                                                                               | 53    |       |
| 11. Oktober | Franco Patria                 | italienischer Rennfahrer                                                                                        | 21    |       |
| 11. Oktober | John Patrick Treacy           | US-amerikanischer Geistlicher, römisch-katholischer Bischof von La Crosse                                       | 74    |       |
| 11. Oktober | Edwin Zweifel                 | Schweizer Politiker (FDP)                                                                                       | 67    |       |
| 12. Oktober | Viktor Haas                   | österreichisch-tschechoslowakischer Arbeits- und Sozialversicherungsrechtler und sozialdemokratischer Politi... | 82    |       |
| 12. Oktober | Fritz Konzert                 | österreichischer Stadtbaudirektor in Innsbruck                                                                  | 87    |       |
| 12. Oktober | Sven von Müller               | deutscher Journalist und Schriftsteller                                                                         | 71    |       |
| 12. Oktober | Hermann Niemeyer              | deutscher Verleger                                                                                              | 81    |       |
| 12. Oktober | Michael Rodrigues             | indischer Geistlicher, Bischof von Belgaum                                                                      | 79    |       |
| 12. Oktober | Levin Ludwig Schücking        | deutscher Anglist und Shakespeareforscher                                                                       | 86    |       |
| 12. Oktober | John Benjamin Clark Watkins   | kanadischer Botschafter                                                                                         |       |       |
| 13. Oktober | Julius Carlebach              | deutsch-amerikanischer Ethnologe und Kunsthändler                                                               | 55    |       |
| 13. Oktober | Madeleine Delbrêl             | französische Schriftstellerin                                                                                   | 59    |       |
| 13. Oktober | Hilaire Gaignard              | französischer Flugpionier und Automobilrennfahrer                                                               | 80    |       |
| 13. Oktober | Fritz Marguerre               | belgisch-deutscher Ingenieur, Erfinder und Unternehmer                                                          | 86    |       |
| 14. Oktober | Adolf Fehr                    | Schweizer Maler                                                                                                 | 75    |       |
| 14. Oktober | Carlos Lillo                  | chilenischer Boxer                                                                                              | 49    |       |
| 14. Oktober | Horst Platen                  | deutscher Komponist und Dirigent                                                                                | 80    |       |
| 14. Oktober | Harlan True Stetson           | US-amerikanischer Astronom                                                                                      | 79    |       |
| 15. Oktober | Antoine-Elisée Cherbuliez     | Schweizer Musikwissenschaftler und Hochschullehrer                                                              | 76    |       |
| 15. Oktober | Richard Fehn                  | deutscher Kolonialoffizier                                                                                      | 79    |       |
| 15. Oktober | Alfred Kitzig                 | deutscher Grafiker                                                                                              | 62    |       |
| 15. Oktober | Erich Kloss                   | deutscher Buchautor                                                                                             | 75    |       |
| 15. Oktober | Cole Porter                   | US-amerikanischer Komponist und Liedtexter                                                                      | 73    |       |
| 15. Oktober | Kaspar Gottfried Schlör       | deutscher Jurist, Verwaltungsbeamter und Politiker (CSU), MdPR                                                  | 76    |       |
| 15. Oktober | Games Slayter                 | US-amerikanischer Erfinder                                                                                      | 67    |       |
| 16. Oktober | Edith Arnheim                 | schwedische Tennisspieler                                                                                       | 80    |       |
| 16. Oktober | Hans Franke                   | deutscher Autor                                                                                                 | 71    |       |
| 16. Oktober | Otto Groß                     | deutscher Schwimmer                                                                                             | 74    |       |
| 16. Oktober | Willibald Kirfel              | deutscher Indologe                                                                                              | 79    |       |
| 16. Oktober | Hans Runge                    | deutscher Gynäkologe und Geburtshelfer                                                                          | 72    |       |
| 17. Oktober | Paul Arndt                    | deutscher Politiker (USPD), MdL Waldeck                                                                         | 80    |       |
| 17. Oktober | Marius Hiller                 | deutscher Fußballspieler                                                                                        | 72    |       |
| 17. Oktober | Thomas F. Konop               | US-amerikanischer Politiker                                                                                     | 85    |       |
| 17. Oktober | Gerald Murphy                 | US-amerikanischer Maler und Geschäftsmann                                                                       | 76    |       |
| 18. Oktober | Emma Balmer                   | Schweizer Mundartschriftstellerin                                                                               | 80    |       |
| 18. Oktober | T. Jeff Busby                 | US-amerikanischer Politiker                                                                                     | 80    |       |
| 18. Oktober | Guglielmo Carubbi             | italienischer Ruderer                                                                                           | 56    |       |
| 18. Oktober | Willy Habl                    | deutscher Maler und Graphiker                                                                                   | 76    |       |
| 18. Oktober | Joost Adriaan van Hamel       | niederländischer Jurist und Politiker sowie Hoher Kommissar der Freien Stadt Danzig (1925–1929)                 | 84    |       |
| 19. Oktober | Sergei Semjonowitsch Birjusow | sowjetischer Generalstabschef und Erster Stellvertretender Verteidigungsminister                                | 60    |       |
| 19. Oktober | Raymond Bonney                | US-amerikanischer Eishockeyspieler                                                                              | 72    |       |
| 19. Oktober | James Chappell                | US-amerikanischer Astronom und Fotograf                                                                         | 73    |       |
| 19. Oktober | Edmund Geilenberg             | deutscher Industrieller, Vertreter der deutschen Rüstungsindustrie im Dritten Reich                             | 62    |       |
| 19. Oktober | James P. Mitchell             | US-amerikanischer Politiker (Demokratischen Partei)                                                             | 63    |       |
| 19. Oktober | Ebbe Schwartz                 | dänischer Sportfunktionär                                                                                       | 63    |       |
| 20. Oktober | Tronier Funder                | dänischer Schauspieler                                                                                          | 75    |       |
| 20. Oktober | Herbert Hoover                | 31. Präsident der Vereinigten Staaten                                                                           | 90    |       |
| 20. Oktober | Lê Văn Tỵ                     | südvietnamesischer General                                                                                      |       |       |
| 20. Oktober | Werner Lindner                | deutscher Architekt                                                                                             | 80    |       |
| 21. Oktober | Andrei Awanessowitsch Babajew | sowjetisch-aserbaidschanischer Komponist                                                                        | 40    |       |
| 21. Oktober | Hans Bialas                   | deutscher MfS-Mitarbeiter, Leiter der Abteilung XIV des Ministeriums für Staatssicherheit                       | 53    |       |
| 21. Oktober | Per Buckhøj                   | dänischer Schauspieler                                                                                          | 62    |       |
| 21. Oktober | Ludwig Dürrwaechter           | deutscher Tierzuchtwissenschaftler und Landwirt                                                                 | 67    |       |
| 21. Oktober | Carl Johan Hviid              | dänischer Schauspieler                                                                                          | 65    |       |
| 21. Oktober | Lino Liviabella               | italienischer Komponist                                                                                         | 62    |       |
| 21. Oktober | Ludwig Pohnert                | österreichischer Gymnasialdirektor, Germanist und Autor                                                         | 79    |       |
| 21. Oktober | Hryhorij Werowka              | ukrainischer Chorleiter, Komponist und Musikprofessor                                                           | 68    |       |
| 22. Oktober | Konrad Algermissen            | katholischer Theologe                                                                                           | 75    |       |
| 22. Oktober | Georg Birnstiel               | deutscher Wirtschaftsprüfer, Gründer und Vorsitzender des Verbands der Bücherrevisoren in Bayern                | 79    |       |
| 22. Oktober | Reginald Percy Crabbe         | britischer Mittelstreckenläufer und Bischof der Anglikanischen Kirche                                           | 81    |       |
| 22. Oktober | Robert Janker                 | deutscher Radiologe und Hochschullehrer                                                                         | 70    |       |
| 22. Oktober | Konrad Just                   | österreichischer Ordensmann, Pfarrer, KZ-Häftling und Buchautor                                                 | 62    |       |
| 22. Oktober | Khawaja Nazimuddin            | pakistanischer Politiker, Generalgouverneur und Premierminister                                                 | 70    |       |
| 23. Oktober | Ernst Robert Reifenberg       | britischer Mathematiker                                                                                         | 35    |       |
| 23. Oktober | Jo Swerling                   | US-amerikanischer Drehbuchautor russischer Abstammung                                                           | 71    |       |
| 24. Oktober | Georg Ficke                   | deutscher Pädagoge und Politiker (SPD), MdBB                                                                    |       |       |
| 24. Oktober | Toni Kinshofer                | deutscher Bergsteiger und Wegbereiter                                                                           | 30    |       |
| 24. Oktober | Juozas Mikėnas                | litauisch-russischer Bildhauer und Hochschullehrer                                                              | 63    |       |
| 24. Oktober | Peter von Rawita-Ostrowski    | polnisch-peruanischer Maler                                                                                     | 62    |       |
| 24. Oktober | Ezio Vigorelli                | italienischer Politiker                                                                                         | 72    |       |
| 24. Oktober | Leopold Zimmermann            | deutscher Politiker (CDU), MdL                                                                                  | 60    |       |
| 25. Oktober | Luis Alberto Heiremans        | chilenischer Schriftsteller                                                                                     | 36    |       |
| 25. Oktober | Joe Henderson                 | US-amerikanischer Gospel- und R&B-Sänger                                                                        | 27    |       |
| 25. Oktober | Otto Junghann                 | deutscher Verwaltungsjurist, Regierungspräsident in Köslin (1919–1925)                                          | 91    |       |
| 25. Oktober | Hans Hansen Kaad              | Veterinär | 73    |       |
| 25. Oktober | Hansjürgen Rösner             | deutscher Politiker (CDU)                                                                                       | 49    |       |
| 25. Oktober | Arno Schiffers                | deutscher Maler, Graphiker und Architekt                                                                        |       |       |
| 26. Oktober | Heinrich Bischoff             | deutscher Blockführer im KZ Auschwitz                                                                           | 60    |       |
| 25. Oktober | Joe Henderson                 | US-amerikanischer Gospel- und R&B-Sänger                                                                        | 27    |       |
| 26. Oktober | Edmund Löns                   | deutscher Forstmann, Jäger und Kynologe                                                                         | 84    |       |
| 26. Oktober | Agnes Miegel                  | deutsche Schriftstellerin, Journalistin und Balladendichterin                                                   | 85    |       |
| 26. Oktober | Max Schacherl                 | österreichischer Psychiater                                                                                     | 87    |       |
| 26. Oktober | Louis Sparre                  | schwedischer Maler                                                                                              | 101   |       |
| 26. Oktober | Carl Thalenhorst              | deutscher Bauingenieur, Baubeamter und Bremer Senator                                                           | 88    |       |
| 27. Oktober | Hanns Ander-Donath            | deutscher Organist                                                                                              | 66    |       |
| 27. Oktober | Willi Bredel                  | deutscher Schriftsteller, Politiker (KPD, SED), MdV und Präsident der Deutschen Akademie der Künste             | 63    |       |
| 27. Oktober | Arthur von Buxhoeveden        | deutsch-baltischer Baron, Oberst und Freiheitskämpfer in Estland                                                | 82    |       |
| 27. Oktober | Francisco Afan Delgado        | philippinischer Politiker                                                                                       | 78    |       |
| 27. Oktober | Karl Diez                     | deutscher Politiker (SPD, KPD), MdL                                                                             | 82    |       |
| 27. Oktober | Rudolph Maté                  | österreichisch-US-amerikanischer Kameramann und Filmregisseur                                                   | 66    |       |
| 27. Oktober | Vicente T. Mendoza            | mexikanischer Musikwissenschaftler                                                                              | 70    |       |
| 27. Oktober | Erich Wild                    | deutscher Heimatforscher                                                                                        | 68    |       |
| 28. Oktober | Harold Hitz Burton            | US-amerikanischer Richter und Politiker (Republikanische Partei)                                                | 76    |       |
| 28. Oktober | Ralph Sheldon Mansfield       | englischer Adeliger                                                                                             | 72    |       |
| 28. Oktober | Károly Szabó                  | ungarischer Angestellter der schwedischen Botschaft in Budapest und Mitarbeiter von Raoul Wallenberg            | 47    |       |
| 28. Oktober | Georg Weber                   | deutscher Lehrer, Oberbürgermeister und Senator                                                                 | 71    |       |
| 28. Oktober | Thilly Weissenborn            | niederländische Fotografin                                                                                      |       |       |
| 29. Oktober | Léontine Pauline Aubart       | französische Sängerin                                                                                           | 77    |       |
| 29. Oktober | Benno Fiala von Fernbrugg     | österreichischer Militär, Jagdflieger der k.u.k. Luftfahrtruppen im Ersten Weltkrieg                            | 74    |       |
| 29. Oktober | Rudolf Hallig                 | deutscher Romanist und Sprachwissenschaftler                                                                    | 62    |       |
| 29. Oktober | Poul Holm                     | dänischer Turner und Schwimmer                                                                                  | 76    |       |
| 29. Oktober | Ernst Ihse                    | deutsch-baltischer Klavierbauer                                                                                 | 92    |       |
| 29. Oktober | Henry Larsen                  | kanadischer Seefahrer in der Arktis                                                                             | 65    |       |
| 29. Oktober | Anton Schmidbauer             | österreichischer Politiker (VdU), Landtagsabgeordneter                                                          | 87    |       |
| 30. Oktober | Luciano Savorini              | italienischer Turner                                                                                            | 79    |       |
| 30. Oktober | Luise Schneider               | deutsche Kinder- und Jugendbuchverlegerin                                                                       | 70    |       |
| 31. Oktober | Theodore Freeman              | US-amerikanischer Astronaut und Hauptmann der US-Marine                                                         | 34    |       |
| 31. Oktober | Wilhelm Kohlen                | deutscher Politiker                                                                                             | 67    |       |
| 31. Oktober | Charles Albert Plumley        | US-amerikanischer Politiker                                                                                     | 89    |       |
| 31. Oktober | Hermann Sack                  | deutscher Politiker (SPD), MdL                                                                                  | 66    |       |
| Oktober     | Guy Stewart Callendar         | englischer Dampf-Ingenieur und Erfinder                                                                         | 66    |       |
| Oktober     | Philipp Kraus                 | deutscher Opernsänger (Bariton), Regisseur und Gesangslehrer                                                    | 85    |       |
| Oktober     | Arnold Wiley                  | US-amerikanischer Ragtime- und Blues-Musiker (Piano, Gesang)                                                    |       |       |

## November
| Tag          | Name                                    | Beruf, bekannt als                                                                                              | Alter | Beleg |
| ------------ | --------------------------------------- | --- | ----- | ----- |
| 1. November  | Johann Astl                             | österreichischer Elektriker und Politiker (SPÖ), Landtagsabgeordneter, Abgeordneter zum Nationalrat             | 73    |       |
| 1. November  | Wolfgang Bode                           | deutscher Politiker (DP), MdL                                                                                   | 77    |       |
| 1. November  | Karl von Graffen                        | deutscher Offizier, zuletzt Generalleutnant im Zweiten Weltkrieg                                                | 71    |       |
| 1. November  | Friedrich Jacobs                        | deutsch-russischer Gynäkologe                                                                                   | 75    |       |
| 1. November  | Friedrich Lützow                        | deutscher Marineoffizier, zuletzt Vizeadmiral                                                                   | 76    |       |
| 1. November  | Andrij Melnyk                           | ukrainischer Offizier und Politiker, Vorsitzender der Organisation Ukrainischer Nationalisten                   | 73    |       |
| 1. November  | Pierre Meyer                            | französischer Förster                                                                                           |       |       |
| 1. November  | Fritz Sattler                           | deutscher Politiker (KPD/SED)                                                                                   | 68    |       |
| 1. November  | Karl Maria Weber                        | deutscher römisch-katholischer Geistlicher, Ordensmann, Missionar und Märtyrer                                  | 56    |       |
| 2. November  | Charles Walter Allfrey                  | britischer Generalleutnant                                                                                      | 69    |       |
| 2. November  | Robert Amelung                          | deutscher Militärarzt, zuletzt Marinegeneralarzt                                                                | 87    |       |
| 2. November  | José Ramón Guizado Valdés               | 28. Staatspräsident von Panama                                                                                  | 65    |       |
| 2. November  | Ernst Heller                            | Chirurg und Hochschullehrer                                                                                     | 86    |       |
| 2. November  | Ferdinand Hesse                         | deutscher Journalist, Schriftsteller sowie Theatergründer                                                       | 82    |       |
| 2. November  | Claus Høyer                             | norwegischer Ruderer                                                                                            | 75    |       |
| 2. November  | Adolf Kozlik                            | österreichisch-US-amerikanischer Ökonom und Soziologe                                                           | 52    |       |
| 2. November  | Oskar Oesterle                          | deutscher Polizeibeamter                                                                                        | 61    |       |
| 2. November  | Edmund Raitz von Frentz                 | deutscher Jurist, Päpstlicher Geheimkämmerer, Schriftsteller und Journalist                                     | 77    |       |
| 2. November  | Kurt Schmalz                            | deutscher Politiker (NSDAP), MdR                                                                                | 58    |       |
| 2. November  | Arthur Seidel                           | deutscher Politiker (SPD), MdBB                                                                                 | 81    |       |
| 2. November  | Waldemar Weißel                         | deutscher Politiker (NSDAP), MdR, MdL                                                                           | 67    |       |
| 2. November  | Ladislaus Winterstein                   | deutscher Politiker (SPD), MdL, MdB                                                                             | 59    |       |
| 3. November  | John Henry Barbee                       | US-amerikanischer Bluessänger und -gitarrist                                                                    | 58    |       |
| 3. November  | Carlo Guzzi                             | italienischer Konstrukteur und Unternehmer                                                                      | 74    |       |
| 3. November  | Julian MacLaren-Ross                    | britischer Schriftsteller                                                                                       | 52    |       |
| 3. November  | Hermann Pfeiffer                        | deutscher Grafiker und Autor                                                                                    | 80    |       |
| 3. November  | Anton Ruh                               | deutscher Diplomat, KPD-Mitglied, Widerstandskämpfer gegen den Nationalsozialismus, Botschafter der DDR in R... | 52    |       |
| 4. November  | Fritz Caspari                           | deutscher Chemiker, Metallurg, Sachbuchautor zum Thema Gartenbau                                                | 81    |       |
| 4. November  | Giuseppe Pietro Gagnor                  | italienischer römisch-katholischer Ordensgeistlicher, Bischof von Alessandris                                   | 80    |       |
| 4. November  | James Hampton                           | US-amerikanischer Künstler                                                                                      | 55    |       |
| 4. November  | Ezequiel Martínez Estrada               | argentinischer Schriftsteller                                                                                   | 69    |       |
| 4. November  | Sándor Prokopp                          | ungarischer Sportschütze                                                                                        | 77    |       |
| 4. November  | Warren Scarfe                           | australischer Radrennfahrer                                                                                     | 27    |       |
| 5. November  | Alexander Uriah Boskovitch              | israelischer Komponist und Musikpädagoge                                                                        | 57    |       |
| 5. November  | Hans Cohn                               | deutscher Schachstudienkomponist, Sportjournalist und Schachspieler                                             | 66    |       |
| 5. November  | Buddy Cole                              | US-amerikanischer Musiker (Piano, Celesta, Orgel) und Orchesterleiter                                           | 47    |       |
| 5. November  | Piero Malvestiti                        | italienischer Politiker, Mitglied der Camera dei deputati                                                       | 65    |       |
| 5. November  | Rudolf Rafoth                           | deutscher Politiker (KPD), MdBB und Gewerkschaftsfunktionär                                                     | 53    |       |
| 5. November  | John S. Robertson                       | US-amerikanischer Filmregisseur                                                                                 | 86    |       |
| 5. November  | Lansdale Sasscer                        | US-amerikanischer Politiker                                                                                     | 71    |       |
| 5. November  | Erwin Zindler                           | deutscher Lehrer, Schulleiter, Politischer Leiter in der NSDAP, kommissarischer Leiter des Gauamtes des NSLB... | 69    |       |
| 6. November  | H. Beam Piper                           | US-amerikanischer Science-Fiction-Autor                                                                         | 60    |       |
| 6. November  | Fritz Peter Buch                        | deutscher Schriftsteller und Regisseur                                                                          | 69    |       |
| 6. November  | Hans von Euler-Chelpin                  | deutsch-schwedischer Chemiker, Nobelpreisträger 1929                                                            | 91    |       |
| 6. November  | Carl Kayser-Eichberg                    | deutscher Maler                                                                                                 | 91    |       |
| 6. November  | Hugo Koblet                             | Schweizer Radrennfahrer                                                                                         | 39    |       |
| 6. November  | Gottfried Kottmann                      | Schweizer Ruderer und Bobfahrer                                                                                 | 32    |       |
| 6. November  | Anita Malfatti                          | brasilianische Malerin                                                                                          | 74    |       |
| 6. November  | Henri Piéron                            | französischer Psychologe                                                                                        | 83    |       |
| 6. November  | Samuil Abramowitsch Samossud            | russischer Dirigent                                                                                             | 80    |       |
| 7. November  | Gaston Chaissac                         | französischer Maler, Zeichner und Schriftsteller                                                                | 54    |       |
| 7. November  | George Fletcher Chandler                | amerikanischer Chirurg und Gründer der New York State Police                                                    | 91    |       |
| 7. November  | Ernst Ludwig Schellenberg               | deutscher Schriftsteller                                                                                        | 81    |       |
| 7. November  | Franz Steinbach                         | deutscher Historiker                                                                                            | 69    |       |
| 7. November  | Jasper Taylor                           | US-amerikanischer Jazzmusiker (Waschbrett, Woodblock, Schlagzeug, Xylophon)                                     | 70    |       |
| 8. November  | Fernand Baldet                          | französischer Astronom                                                                                          | 79    |       |
| 8. November  | Hubert Fell                             | deutscher Politiker (CDU), MdL                                                                                  | 64    |       |
| 8. November  | Kurt Hirschfeld                         | deutscher Dramaturg und Regisseur                                                                               | 62    |       |
| 8. November  | Theodor Nottebaum                       | deutscher Politiker (Zentrum), Bürgermeister von Werl (1946–1949)                                               | 55    |       |
| 8. November  | Viljo Revell                            | finnischer Architekt, Vertreter des Funktionalismus                                                             | 54    |       |
| 8. November  | Joseph Rummel                           | US-amerikanischer Geistlicher, römisch-katholischer Erzbischof von New Orleans                                  | 88    |       |
| 8. November  | Carl Schneider                          | deutscher Landwirt und Tierzüchter                                                                              | 62    |       |
| 8. November  | Edward L. Stokes                        | US-amerikanischer Politiker                                                                                     | 84    |       |
| 09. November | David Fall                              | US-amerikanischer Wasserspringer                                                                                | 61    |       |
| 9. November  | Otto Leeser                             | deutscher Arzt und Homöopath                                                                                    | 76    |       |
| 9. November  | Cecília Meireles                        | brasilianische Lyrikerin und Journalistin                                                                       | 63    |       |
| 09. November | Wolfgang Ruoff                          | Pianist | 82    |       |
| 9. November  | Roger W. Tracy                          | US-amerikanischer Politiker                                                                                     | 61    |       |
| 9. November  | Felix Weltsch                           | tschechoslowakisch-israelischer Journalist, Schriftsteller, Philosoph und Bibliothekar                          | 80    |       |
| 11. November | Juan de Dios Filiberto                  | argentinischer Tangogitarrist, -pianist, Bandleader und Tangokomponist                                          | 79    |       |
| 11. November | Eleanor Rogers Onderdonk                | US-amerikanische Malerin und Kuratorin                                                                          | 80    |       |
| 11. November | Eduard Steuermann                       | österreichisch-amerikanischer Komponist und Pianist                                                             | 72    |       |
| 11. November | Eberhard von Thadden                    | deutscher Jurist sowie Diplomat und Organisator von Judendeportationen                                          | 54    |       |
| 12. November | William T. Brooks                       | US-amerikanischer Soldat, Immobilienmakler, Geschäftsmann und Politiker                                         | 77    |       |
| 12. November | Edwin Hauberrisser                      | deutscher Zahnmediziner sowie Mund-, Gesichts- und Kieferchirurg                                                | 82    |       |
| 12. November | Albert Hilscher                         | österreichischer Pressefotograf                                                                                 | 72    |       |
| 12. November | Heinz Jost                              | deutscher Nationalsozialist, Chef der Einsatzgruppe A, Amtschef Amt VI SD-Ausland im Reichssicherheitshauptamt  | 60    |       |
| 12. November | Werner Kraus                            | deutscher Politiker (KPD, NSDAP), MdR                                                                           | 66    |       |
| 12. November | Günther Rausch                          | deutscher SS-Offizier in der Einsatzgruppe B                                                                    | 55    |       |
| 12. November | Rickard Sandler                         | schwedischer Politiker, Mitglied des Riksdag und Premierminister                                                | 80    |       |
| 12. November | Aldo Silvani                            | italienischer Schauspieler                                                                                      | 73    |       |
| 12. November | Heinrich Studer                         | deutscher Parteifunktionär (KPD) und Widerstandskämpfer                                                         | 64    |       |
| 13. November | Oskar Becker                            | deutscher Philosoph, Logiker und Mathematiker                                                                   | 75    |       |
| 13. November | Robert Brennan                          | irischer Diplomat und Schriftsteller                                                                            | 83    |       |
| 13. November | Adolf Doerner                           | deutscher Maler                                                                                                 | 72    |       |
| 13. November | Walter Lurgenstein                      | deutscher Politiker (SPD), MdL                                                                                  | 57    |       |
| 13. November | Marija Schulga-Nesterenko               | russische bzw. sowjetische Geologin, Paläontologin und Hochschullehrerin                                        | 73    |       |
| 13. November | Wayne C. Smith                          | US-amerikanischer Offizier, Generalmajor der US-Army                                                            | 62    |       |
| 13. November | Wolfgang Wachtsmuth                     | deutschbaltischer Pädagoge und Autor                                                                            | 88    |       |
| 14. November | Heinrich von Brentano                   | deutscher Politiker (CDU), MdL, MdB, Bundesminister, MdEP                                                       | 60    |       |
| 14. November | August Desch                            | US-amerikanischer Hürdenläufer                                                                                  | 65    |       |
| 14. November | Ilka Grüning                            | österreichische Schauspielerin                                                                                  | 88    |       |
| 14. November | Erkki Kämäräinen                        | finnischer Skilangläufer                                                                                        | 67    |       |
| 14. November | Joseph Laska                            | österreichischer Komponist und Dirigent                                                                         | 78    |       |
| 14. November | Walter Sohst                            | deutscher Polizeibeamter und SS-Führer                                                                          | 66    |       |
| 15. November | E. Kurt Fischer                         | deutscher Rundfunkredakteur und Medienwissenschaftler                                                           | 72    |       |
| 15. November | Elizabeth Hazelton Haight               | US-amerikanische Klassische Philologin                                                                          | 92    |       |
| 15. November | Margaret Hartley                        | britische Turnerin                                                                                              | 58    |       |
| 15. November | Samuel Isenegger                        | Schweizer Studienkomponist                                                                                      | 65    |       |
| 15. November | Jan Petrus Benjamin de Josselin de Jong | niederländischer Ethnologe                                                                                      | 78    |       |
| 15. November | Heinrich Jungmann                       | saarländischer Politiker (CVP, CDU), MdL                                                                        | 72    |       |
| 15. November | Luis Emilio Mena                        | dominikanischer Komponist und Musiker                                                                           | 69    |       |
| 15. November | Friedrich Schlanbusch                   | deutscher Jurist und Bankdirektor                                                                               | 80    |       |
| 15. November | Montgomery Wilson                       | kanadischer Eiskunstläufer                                                                                      | 55    |       |
| 16. November | Otto Benesch                            | österreichischer Kunsthistoriker                                                                                | 68    |       |
| 16. November | H. C. Dasappa                           | indischer Politiker                                                                                             | 69    |       |
| 16. November | Lucien Dehoux                           | belgischer Turner                                                                                               |       |       |
| 16. November | John Emery                              | US-amerikanischer Schauspieler                                                                                  | 59    |       |
| 16. November | Sándor Kugler                           | ungarischer Schwimmer                                                                                           | 85    |       |
| 16. November | Reinhold Lohse                          | deutscher Straßenmusikant und Original der Stadt Halle (Saale)                                                  | 86    |       |
| 16. November | Albert Hay Malotte                      | US-amerikanischer Musiker, Komponist                                                                            | 69    |       |
| 16. November | Piet Moeskops                           | niederländischer Radrennfahrer                                                                                  | 71    |       |
| 17. November | Karl Arning                             | deutscher Generalmajor im Zweiten Weltkrieg                                                                     | 72    |       |
| 17. November | George Giffard                          | britischer General                                                                                              | 78    |       |
| 18. November | Pierre Daviault                         | kanadischer Journalist, Schriftsteller, Übersetzer und Lexikograf                                               | 65    |       |
| 18. November | Helmut Junghans                         | deutscher Uhrenfabrikant                                                                                        | 73    |       |
| 18. November | Werner Klein                            | deutscher Unternehmer und Politiker (FDP), MdL                                                                  | 50    |       |
| 18. November | Josef Nix                               | deutscher Heimatforscher und Genealoge                                                                          | 75    |       |
| 18. November | Augustin Olbert                         | deutscher Bischof                                                                                               | 69    |       |
| 18. November | Henri Théodore Pigozzi                  | französisch-italienischer Automobil-Unternehmer und Begründer des französischen Automobilunternehmens Simca     | 66    |       |
| 18. November | Otfried Praetorius                      | deutscher Gymnasialprofessor und Genealoge                                                                      | 86    |       |
| 18. November | Heino Winkler                           | deutscher Schauspieler                                                                                          | 52    |       |
| 19. November | Leonhard Bauer                          | deutscher Missionslehrer                                                                                        | 99    |       |
| 19. November | Gerhard Bersu                           | deutscher Prähistoriker                                                                                         | 75    |       |
| 19. November | Little Johnny Jones                     | US-amerikanischer Blues-Pianist                                                                                 | 40    |       |
| 19. November | George Schneiderman                     | US-amerikanischer Kameramann                                                                                    | 70    |       |
| 20. November | Frederick Hertz                         | österreichisch-britischer Soziologe und Ökonom                                                                  | 86    |       |
| 20. November | Robert Kugelberg                        | deutscher Politiker (SPD), MdL                                                                                  | 78    |       |
| 20. November | Renatus Sachs                           | deutscher Dichter und Jurist                                                                                    | 64    |       |
| 20. November | Bruno Tamme                             | deutscher Architekt                                                                                             | 81    |       |
| 21. November | Alfred Brauchle                         | deutscher Mediziner                                                                                             | 66    |       |
| 21. November | Fritz Hafner                            | österreichisch-deutscher Maler und Kunsterzieher                                                                | 86    |       |
| 22. November | Károly Bartha                           | ungarischer Offizier und Politiker, Verteidigungsminister (1938–1942)                                           | 80    |       |
| 22. November | William P. Bolton                       | US-amerikanischer Politiker                                                                                     | 79    |       |
| 22. November | Edward W. Cooch                         | US-amerikanischer Politiker                                                                                     | 88    |       |
| 22. November | Arthur Nussbaum                         | deutsch-amerikanischer Rechtswissenschaftler                                                                    | 87    |       |
| 22. November | Erich Swoboda                           | österreichischer Althistoriker und Provinzialrömischer Archäologe                                               | 68    |       |
| 22. November | George Tomasini                         | US-amerikanischer Filmeditor                                                                                    | 55    |       |
| 22. November | Georg Wünsch                            | evangelischer Theologe und Kirchenpolitiker                                                                     | 77    |       |
| 23. November | Mino Balbi di Robecco                   | italienischer Tennisspieler                                                                                     | 79    |       |
| 23. November | Erwin von Beckerath                     | deutscher Ökonom und Widerstandskämpfer                                                                         | 75    |       |
| 23. November | Edward Celestin Daly                    | US-amerikanischer römisch-katholischer Geistlicher                                                              | 70    |       |
| 23. November | Edward Oliver Essig                     | US-amerikanischer Entomologe und Botaniker                                                                      | 80    |       |
| 23. November | Jan Fabricius                           | niederländischer Dramatiker und Journalist                                                                      | 93    |       |
| 23. November | Ludwig Gengnagel                        | deutscher Lehrer                                                                                                | 83    |       |
| 23. November | Jimmy Walsh                             | US-amerikanischer Boxer im Bantamgewicht                                                                        | 84    |       |
| 24. November | Johannes Even                           | deutscher Politiker (CDU), MdL                                                                                  | 60    |       |
| 24. November | Mitamura Takeo                          | japanischer Politiker                                                                                           | 65    |       |
| 24. November | William O’Dwyer                         | US-amerikanischer Jurist und Politiker (Demokratische Partei), Bürgermeister von New York (1946–1950)           | 74    |       |
| 24. November | Buster Pickens                          | US-amerikanischer Blues-Sänger und -Pianist                                                                     | 48    |       |
| 24. November | Leo Wenzel Pollak                       | Geophysiker, Meteorologe und Pionier der Datenverarbeitung                                                      | 76    |       |
| 24. November | Robert Schauffler                       | US-amerikanischer Tennisspieler                                                                                 | 85    |       |
| 24. November | Georg Schwebel                          | Landtagsabgeordneter Volksstaat Hessen                                                                          | 78    |       |
| 24. November | Georges-Émile Tanguay                   | kanadischer Organist, Komponist und Musikpädagoge                                                               | 71    |       |
| 24. November | Irene Triesch                           | österreichische Schauspielerin                                                                                  | 89    |       |
| 25. November | Lothar Firmans                          | deutscher Schauspieler und Theaterregisseur                                                                     | 68    |       |
| 25. November | Heinrich Jacoby                         | deutsch-schweizerischer Musiker und Begabungsforscher                                                           | 75    |       |
| 25. November | Clarence Kolb                           | US-amerikanischer Theater- und Filmschauspieler                                                                 | 90    |       |
| 25. November | Arnold Nöldeke                          | deutscher Denkmalpfleger, Architekt und Bauforscher                                                             | 89    |       |
| 25. November | Wilhelm Oltmanns                        | Bürgermeister                                                                                                   | 90    |       |
| 26. November | Wilhelm Biber                           | deutscher Bankdirektor                                                                                          | 76    |       |
| 26. November | Otto Dziobek                            | deutscher Offizier, zuletzt Oberst im Zweiten Weltkrieg                                                         | 89    |       |
| 26. November | Heinz vom Kreuz Eberlein                | deutscher römisch-katholischer Ordensmann, Missionar und Märtyrer                                               | 29    |       |
| 26. November | Joseph Forshaw                          | US-amerikanischer Marathonläufer                                                                                | 83    |       |
| 26. November | Bodil Ipsen                             | dänische Schauspielerin und Filmregisseurin                                                                     | 75    |       |
| 26. November | Hedwig Kohn                             | deutsche Physikerin                                                                                             | 77    |       |
| 26. November | Glauco Natoli                           | italienischer Dichter, Romanist, Französist und Übersetzer                                                      | 56    |       |
| 26. November | Louis Prével                            | französischer Ruderer                                                                                           | 85    |       |
| 26. November | Bernhard Ignatius Sarnes                | deutscher römisch-katholischer Ordensmann, Missionar und Märtyrer                                               | 28    |       |
| 26. November | Julio Sosa                              | uruguayischer Musiker, Sänger                                                                                   | 38    |       |
| 26. November | Emil Szittya                            | ungarischer Vagabund, Schriftsteller, Journalist, Maler und Kunstkritiker                                       | 78    |       |
| 26. November | Hans-Joachim Wolf                       | deutsches Todesopfer der Berliner Mauer                                                                         | 17    |       |
| 27. November | Jimmy McMullan                          | schottischer Fußballspieler                                                                                     | 70    |       |
| 28. November | Kurt Bennewitz                          | deutscher Chemiker (Physikalische Chemie)                                                                       | 78    |       |
| 28. November | Elisabeth Bernhöft                      | deutsche Pädagogin, erste Studentin der Universität Rostock                                                     | 84    |       |
| 28. November | Hans von Halban                         | französischer Kernphysiker                                                                                      | 56    |       |
| 28. November | Roger Hubert                            | französischer Kameramann                                                                                        | 61    |       |
| 28. November | Ville Pörhölä                           | finnischer Leichtathlet                                                                                         | 66    |       |
| 28. November | Martin Schubert                         | deutscher Dermatologe und Hochschullehrer                                                                       | 68    |       |
| 28. November | Billy Walker                            | englischer Fußballspieler und -trainer                                                                          | 67    |       |
| 28. November | Jack Washington                         | US-amerikanischer Jazzsaxophonist                                                                               | 54    |       |
| 29. November | Felix Wilhelm Beielstein                | deutscher Schriftsteller                                                                                        | 78    |       |
| 29. November | Richard Meier                           | deutscher Volkskünstler aus dem Erzgebirge                                                                      | 76    |       |
| 29. November | Karl Schulte Kemminghausen              | deutscher Germanist                                                                                             | 72    |       |
| 29. November | Adolfo Tunesi                           | italienischer Turner                                                                                            | 77    |       |
| 29. November | Anne de Vries                           | niederländischer Schriftsteller                                                                                 | 60    |       |
| 30. November | Hermann Ehren                           | deutscher Politiker (Zentrum, CDU), MdB                                                                         | 70    |       |
| 30. November | Waldemar Julsrud                        | deutscher Kleinteilkaufmann und Hobby-Archäologe                                                                | 89    |       |
| 30. November | Emil Jung                               | deutscher Architekt                                                                                             | 82    |       |
| 30. November | Friedrich Köberlein                     | deutscher SS-Führer                                                                                             | 79    |       |
| 30. November | Fritz Mayer                             | deutscher Architekt und Fachschullehrer                                                                         | 75    |       |
| 30. November | Ladislas J. Meduna                      | ungarischer Psychiater                                                                                          | 68    |       |
| 30. November | Don Redman                              | US-amerikanischer Jazz-Musiker, Arrangeur und Komponist                                                         | 64    |       |
| 30. November | Alfons Troll                            | österreichischer Politiker                                                                                      | 75    |       |
| November     | Adele Goldstine                         | US-amerikanische Mathematikerin und Programmiererin                                                             | 43    |       |
| November     | Gerhard Lamers                          | deutscher Kirchenmaler                                                                                          |       |       |
| November     | William Whyte                           | australischer Mittelstreckenläufer                                                                              | 61    |       |

## Dezember
| Tag          | Name                                     | Beruf, bekannt als                                                                                  | Alter | Beleg |
| ------------ | ---------------------------------------- | --------------------------------------------------------------------------------------------------- | ----- | ----- |
| 1. Dezember  | Franciszek Bronikowski                   | polnischer Ruderer                                                                                  | 57    |       |
| 1. Dezember  | Michl Ehbauer                            | bairischer Mundartdichter                                                                           | 65    |       |
| 1. Dezember  | Dorothy Green                            | US-amerikanische Tennisspielerin                                                                    | 77    |       |
| 1. Dezember  | J. B. S. Haldane                         | indischer Genetiker britischer Herkunft                                                             | 72    |       |
| 1. Dezember  | Johannes Nar                             | deutscher Theologe                                                                                  | 74    |       |
| 1. Dezember  | Maria-Klementina Anuarita Nengapeta      | afrikanische Ordensschwester                                                                        | 24    |       |
| 1. Dezember  | Charilaos Vasilakos                      | griechischer Leichtathlet                                                                           | 89    |       |
| 2. Dezember  | Aoki Masaru                              | japanischer Sinologe                                                                                | 77    |       |
| 2. Dezember  | Roger Bissière                           | französischer Maler des Tachismus und Glasmaler                                                     | 78    |       |
| 2. Dezember  | Joseph Dodge                             | US-amerikanischer Banker                                                                            | 74    |       |
| 2. Dezember  | James W. Robinson                        | US-amerikanischer Politiker                                                                         | 86    |       |
| 03. Dezember | Nils Backlund                            | schwedischer Wasser- und Fußballspieler sowie Sportfunktionär                                       | 68    |       |
| 3. Dezember  | Viktor Dollmayr                          | österreichischer Sprachforscher                                                                     | 86    |       |
| 3. Dezember  | Ernst Ginsberg                           | deutscher Schauspieler, Regisseur und Theaterleiter                                                 | 60    |       |
| 03. Dezember | Désiré Hudelo                            | französischer Turner                                                                                | 81    |       |
| 03. Dezember | Edwin Jacob                              | britischer Segler                                                                                   | 86    |       |
| 3. Dezember  | Joachim Mehr                             | deutsches Todesopfer der Berliner Mauer                                                             | 19    |       |
| 3. Dezember  | Walter Rentmeister                       | österreichischer Politiker (NSDAP), MdR, Landtagsabgeordneter                                       | 70    |       |
| 3. Dezember  | Georg Vonficht                           | Bürgermeister von Traunstein                                                                        | 82    |       |
| 4. Dezember  | Ludwig Flamm                             | österreichischer Physiker                                                                           | 79    |       |
| 4. Dezember  | Peter King, 4. Earl of Lovelace          | britischer Adeliger und Mitglied des House of Lords                                                 | 59    |       |
| 4. Dezember  | Alexander Kerr                           | britischer Schiffsingenieur und Polarforscher                                                       | 72    |       |
| 4. Dezember  | Helmut Loebell                           | deutscher HNO-Arzt und Professor an der Universität Münster                                         | 70    |       |
| 4. Dezember  | Wayne B. Nottingham                      | US-amerikanischer Physiker                                                                          | 65    |       |
| 4. Dezember  | Vera Schwarz                             | österreichische Opernsängerin                                                                       | 76    |       |
| 4. Dezember  | Michail Trojanowski                      | sowjetischer Schauspieler                                                                           | 75    |       |
| 5. Dezember  | Kurt Nacken                              | deutscher Politiker (CDU), MdA                                                                      | 56    |       |
| 6. Dezember  | Pentti Eskola                            | finnischer Geologe                                                                                  | 81    |       |
| 6. Dezember  | William Fison                            | britischer Ruderer                                                                                  | 74    |       |
| 6. Dezember  | Jane Boit Patten                         | US-amerikanische Botanikerin                                                                        | 95    |       |
| 6. Dezember  | Consuelo Vanderbilt                      | US-amerikanische Erbin und nach Heirat Lady Spencer-Churchill, Duchess of Marlborough               | 87    |       |
| 7. Dezember  | Nikolai Nikolajewitsch Anitschkow        | russischer Pathologe                                                                                | 79    |       |
| 7. Dezember  | Robert C. Hendrickson                    | US-amerikanischer Politiker                                                                         | 66    |       |
| 7. Dezember  | Sepp Kerschbaumer                        | italienischer Politiker (SVP), Südtirolaktivist und Leiter des Befreiungsausschusses Südtirol       | 51    |       |
| 7. Dezember  | Walther Merck                            | deutscher Pädagoge und Professor                                                                    | 72    |       |
| 7. Dezember  | Josef Michels                            | deutscher Schriftsteller                                                                            | 54    |       |
| 7. Dezember  | Leo Raape                                | deutscher Rechtsgelehrter                                                                           | 86    |       |
| 7. Dezember  | Edwin Rollett                            | österreichischer Erzähler und Publizist                                                             | 75    |       |
| 7. Dezember  | Anne Vabarna                             | estnische Runensängerin                                                                             | 86    |       |
| 7. Dezember  | Wilhelm Wapenhensch                      | deutscher Pianist, Organist, Dirigent und Komponist                                                 | 65    |       |
| 7. Dezember  | Heinrich Wenke                           | deutscher Politiker (SPD), MdBB                                                                     | 56    |       |
| 8. Dezember  | Vi Burnside                              | US-amerikanische Jazzsaxophonistin                                                                  | 49    |       |
| 8. Dezember  | Percy Crosby                             | US-amerikanischer Comiczeichner                                                                     | 73    |       |
| 8. Dezember  | Carlos Fanta                             | chilenischer Fußballspieler, -trainer, -schiedsrichter und Sportjournalist                          | 74    |       |
| 8. Dezember  | Edward Hanney                            | englischer Fußballspieler und -trainer                                                              | 75    |       |
| 8. Dezember  | Jacques Malkin                           | amerikanisch-russischer Violinist und Musikpädagoge                                                 | 88    |       |
| 8. Dezember  | Simon Marks, 1. Baron Marks of Broughton | britischer Unternehmer                                                                              | 76    |       |
| 8. Dezember  | Gladys Willan                            | kanadische Musikpädagogin und Pianistin                                                             | 81    |       |
| 8. Dezember  | George Worthington                       | australischer Tennisspieler und -trainer                                                            | 36    |       |
| 8. Dezember  | Gustav Wyneken                           | deutscher Pädagoge mit wesentlichem Einfluss auf die Jugendbewegung                                 | 89    |       |
| 9. Dezember  | Viktor Agartz                            | deutscher marxistischer Ökonom und Politiker (SPD), MdL                                             | 67    |       |
| 9. Dezember  | Johann Bertsche                          | deutscher Politiker                                                                                 | 79    |       |
| 9. Dezember  | Dan Desmond                              | irischer Politiker                                                                                  | 51    |       |
| 9. Dezember  | Johannes Hempel                          | deutscher evangelischer Theologe                                                                    | 73    |       |
| 9. Dezember  | Edith Sitwell                            | britische Dichterin und Schriftstellerin                                                            | 77    |       |
| 10. Dezember | Hans-Josef Altmeyer                      | deutscher Staatsbeamter                                                                             | 65    |       |
| 10. Dezember | Kurt Behnke                              | deutscher Verwaltungsjurist und Ministerialbeamter                                                  | 65    |       |
| 10. Dezember | Eugen Blocher                            | Schweizer Jurist und Politiker (SP)                                                                 | 81    |       |
| 10. Dezember | Charles Samuel Franklin                  | britischer Radiopionier                                                                             | 85    |       |
| 10. Dezember | William Chester Lankford                 | US-amerikanischer Politiker                                                                         | 87    |       |
| 11. Dezember | Sam Cooke                                | US-amerikanischer Sänger                                                                            | 33    |       |
| 11. Dezember | Percy Kilbride                           | US-amerikanischer Theater- und Filmschauspieler                                                     | 76    |       |
| 11. Dezember | Alma Mahler-Werfel                       | österreichische Komponistin                                                                         | 85    |       |
| 11. Dezember | Carlo Sbisà                              | italienischer Maler, Bildhauer und Keramiker                                                        | 65    |       |
| 11. Dezember | Anton Steinhart                          | österreichischer Maler                                                                              | 75    |       |
| 12. Dezember | Walter Albien                            | deutscher Tierarzt                                                                                  | 85    |       |
| 12. Dezember | Georg Bernhardt                          | deutscher Autor von Schachkompositionen                                                             | 72    |       |
| 12. Dezember | Otto Ciliax                              | deutscher Marineoffizier, zuletzt Admiral im Zweiten Weltkrieg                                      | 73    |       |
| 12. Dezember | Silviu Dimitrovici                       | rumänischer Diplomingenieur im Bauwesen                                                             | 39    |       |
| 12. Dezember | Hermann Homburg                          | australischer Rechtsanwalt, Politiker und Minister                                                  | 90    |       |
| 12. Dezember | Ernst Komm                               | deutscher Chemiker und Hochschullehrer                                                              | 65    |       |
| 12. Dezember | William Rootes, 1. Baron Rootes          | britischer Automobilbauer                                                                           | 70    |       |
| 13. Dezember | Ernesto Almirante                        | italienischer Schauspieler                                                                          | 87    |       |
| 13. Dezember | Julius Ussy Engelhard                    | deutscher Maler, Gebrauchsgraphiker und Illustrator                                                 | 81    |       |
| 13. Dezember | Matthias Henseler                        | deutscher Politiker (Zentrum, CDU), MdL                                                             | 77    |       |
| 13. Dezember | Karl Alexander von Müller                | deutscher Historiker                                                                                | 81    |       |
| 13. Dezember | Pedro Petrone                            | uruguayischer Fußballspieler                                                                        | 59    |       |
| 13. Dezember | William Kelly Prentice                   | US-amerikanischer Klassischer Philologe                                                             | 93    |       |
| 13. Dezember | Ray Rasch                                | US-amerikanischer Pianist und Arrangeur                                                             | 47    |       |
| 13. Dezember | Ludwig von Preuschen                     | Oberstleutnant                                                                                      | 89    |       |
| 13. Dezember | Clement F. Robinson                      | US-amerikanischer Anwalt und Politiker                                                              | 82    |       |
| 13. Dezember | Lucian Wysocki                           | deutscher Politiker (NSDAP), MdR, SS- und Polizeiführer                                             | 65    |       |
| 14. Dezember | William Bendix                           | US-amerikanischer Schauspieler                                                                      | 58    |       |
| 14. Dezember | August Christian Brill                   | deutscher Maschinenbauingenieur                                                                     | 85    |       |
| 14. Dezember | Francisco Canaro                         | uruguayisch-argentinischer Tangomusiker und -komponist                                              |       |       |
| 14. Dezember | Paul Dissinger                           | deutscher Politiker (Zentrum, CDU), MdL                                                             | 87    |       |
| 14. Dezember | Rolland-Georges Gingras                  | kanadischer Organist, Musikkritiker und Komponist                                                   | 65    |       |
| 14. Dezember | Leslie Jensen                            | US-amerikanischer Politiker                                                                         | 72    |       |
| 14. Dezember | Boris Karlow                             | bulgarischer Akkordeonspieler                                                                       | 40    |       |
| 14. Dezember | Frederick Marquis, 1. Earl of Woolton    | britischer Politiker (Conservative Party) und Geschäftsmann                                         | 81    |       |
| 14. Dezember | Franz Moßhammer                          | österreichischer Beamter und Politiker (SPÖ), Abgeordneter zum Nationalrat und Bundesrat            | 82    |       |
| 14. Dezember | Wilhelm Stein                            | deutscher Ingenieur und Nahverkehrsmanager                                                          | 94    |       |
| 14. Dezember | Wilhelm Wielandt                         | deutscher Chemiker und Fabrikant                                                                    | 94    |       |
| 15. Dezember | Theodor Brantner                         | deutsch-österreichischer Offizier, zuletzt General der Kavallerie                                   | 82    |       |
| 15. Dezember | Carl Joachim Hambro                      | norwegischer konservativer Politiker, Mitglied des Storting und Journalist                          | 79    |       |
| 15. Dezember | Fernand De Visscher                      | belgischer Rechtshistoriker und Professor für römisches Recht                                       | 79    |       |
| 16. Dezember | Mary Sophia Allen                        | britische Suffragette, Polizistin und Faschistin                                                    | 86    |       |
| 16. Dezember | Ferdinand Buchwieser                     | deutscher römisch-katholischer Theologe                                                             | 90    |       |
| 16. Dezember | Phil Davis                               | US-amerikanischer Comiczeichner und Illustrator                                                     | 58    |       |
| 16. Dezember | Jewgeni Grigorjewitsch Jachontow         | russischer Physiker und Hochschullehrer                                                             | 68    |       |
| 16. Dezember | Alain-Sébastien Le Breton                | französischer Geistlicher, römisch-katholischer Bischof                                             | 76    |       |
| 16. Dezember | Norm Malloy                              | kanadischer Eishockeyspieler                                                                        | 51    |       |
| 16. Dezember | Anna Simon                               | deutsche Theaterintendantin                                                                         | 72    |       |
| 17. Dezember | Albrecht Hattenhauer                     | deutscher Politiker (CDU)                                                                           | 65    |       |
| 17. Dezember | Victor Franz Hess                        | österreichisch-US-amerikanischer Physiker, Nobelpreisträger 1936                                    | 81    |       |
| 17. Dezember | Jurjen Koksma                            | niederländischer Mathematiker                                                                       | 60    |       |
| 17. Dezember | Walter Niggeler                          | Schweizer Münzsammler                                                                               | 86    |       |
| 17. Dezember | Robert Rapatz                            | österreichischer Politiker (ÖVP), Abgeordneter zum Nationalrat                                      | 74    |       |
| 18. Dezember | Konrad Fous                              | österreichischer Politiker (SPÖ), oberösterreichischer Landtagsabgeordneter                         | 76    |       |
| 18. Dezember | William F. Hamilton                      | US-amerikanischer Physiologe                                                                        | 71    |       |
| 18. Dezember | Heinrich Seelheim                        | deutscher Geograph und Diplomat                                                                     | 80    |       |
| 18. Dezember | Georg Hubmann                            | österreichischer Politiker (SdP), Abgeordneter zum Nationalrat, Mitglied des Bundesrates            | 83    |       |
| 18. Dezember | Gustav Lienemann                         | deutscher Lehrer und Kommunalpolitiker (FDP)                                                        | 83    |       |
| 18. Dezember | Rudolf Urbantschitsch                    | österreichisch-amerikanischer Psychoanalytiker und Schriftsteller                                   | 85    |       |
| 19. Dezember | Jo Bauer-Stumpff                         | niederländische Malerin und Zeichnerin                                                              | 91    |       |
| 19. Dezember | Josef Berne                              | russischer Filmregisseur in den USA                                                                 | 60    |       |
| 19. Dezember | Louise Charpentier                       | französische Harfenistin und Komponistin                                                            |       |       |
| 19. Dezember | Ernest Hamilton                          | kanadischer Lacrosse- und Rugbyspieler                                                              | 81    |       |
| 19. Dezember | Hugon Hanke                              | polnischer Politiker, Ministerpräsident der polnischen Exilregierung                                | 60    |       |
| 19. Dezember | Rudolf Josef Mentges                     | deutscher Geistlicher                                                                               | 52    |       |
| 19. Dezember | Margarete Paulick                        | deutsche Verfasserin von Lustspielen und Operettenlibretti                                          | 95    |       |
| 19. Dezember | Eulogio A. Rodriguez senior              | philippinischer Politiker                                                                           | 81    |       |
| 19. Dezember | Josef Steger                             | deutscher Radrennfahrer                                                                             | 60    |       |
| 20. Dezember | Samuel Blanc                             | US-amerikanischer Erfinder und Unternehmer                                                          | 81    |       |
| 20. Dezember | Isidor Harsieber                         | österreichischer Landwirt und Politiker (ÖVP), Landtagsabgeordneter                                 | 73    |       |
| 21. Dezember | Frank Buckley                            | englischer Fußballspieler und -trainer                                                              | 81    |       |
| 21. Dezember | Bertha Keyser                            | deutsche Gründerin eines Missionswerks                                                              | 96    |       |
| 21. Dezember | Algernon Kingscote                       | britischer Tennisspieler                                                                            | 76    |       |
| 21. Dezember | Reinhold Trampler                        | österreichischer Fechter                                                                            | 87    |       |
| 21. Dezember | Carl Van Vechten                         | US-amerikanischer Fotograf und Schriftsteller                                                       | 84    |       |
| 22. Dezember | Julio López Oliván                       | spanischer Diplomat und internationaler Jurist                                                      | 73    |       |
| 22. Dezember | Julius Scheuble                          | deutscher Verwaltungsbeamter, erster Präsident der Bundesanstalt für Arbeit                         | 74    |       |
| 23. Dezember | Nathan Asch                              | US-amerikanischer Schriftsteller                                                                    | 62    |       |
| 23. Dezember | Jean Bourgknecht                         | Schweizer Politiker (KCV)                                                                           | 62    |       |
| 23. Dezember | Väinö Bremer                             | finnischer Leichtathlet und Skisportler                                                             | 65    |       |
| 23. Dezember | Edmond Hogan                             | australischer Politiker, Premier von Victoria                                                       | 80    |       |
| 23. Dezember | Donald W. MacArdle                       | US-amerikanischer Ingenieur und Musikwissenschaftler                                                | 67    |       |
| 23. Dezember | James R. Newman                          | US-amerikanischer Erziehungswissenschaftler und Militärgouverneur in Hessen                         | 62    |       |
| 23. Dezember | Arrigo Pedrollo                          | italienischer Komponist                                                                             | 86    |       |
| 24. Dezember | Andor von Barsy                          | ungarischer Kameramann                                                                              | 65    |       |
| 24. Dezember | August Kuhn                              | deutscher Politiker (CDU), MdL                                                                      | 78    |       |
| 24. Dezember | Achilles Müller                          | Schweizer Chirurg sowie Urologe                                                                     | 87    |       |
| 24. Dezember | Hans Rüdiger                             | deutscher Politiker (NDPD), MdV                                                                     | 54    |       |
| 24. Dezember | Badr Schakir as-Sayyab                   | irakischer Dichter                                                                                  |       |       |
| 25. Dezember | Charles Gottfried Bunge                  | deutscher Bildhauer, Emailkünstler und Maler                                                        | 44    |       |
| 25. Dezember | Max Dittler                              | deutscher Verwaltungsbeamter und -richter                                                           | 83    |       |
| 25. Dezember | Friedrich Lorenz                         | österreichischer Schriftsteller und Journalist                                                      | 66    |       |
| 25. Dezember | Gustav Lüttge                            | deutscher Ingenieur, Volkswirt und Marineoffizier, zuletzt Vizeadmiral (Ing.) der Kriegsmarine      | 73    |       |
| 25. Dezember | Tomás Terán                              | spanisch-brasilianischer Pianist und Klavierpädagoge                                                | 69    |       |
| 26. Dezember | Johann Edlinger                          | österreichischer Politiker (CSP), Landtagsabgeordneter                                              | 88    |       |
| 26. Dezember | Bruno Hinze-Reinhold                     | deutscher Pianist und Hochschullehrer                                                               | 87    |       |
| 26. Dezember | Bill Thoms                               | kanadischer Eishockeyspieler                                                                        | 54    |       |
| 27. Dezember | Pierre-Aurèle Asselin                    | kanadischer Sänger                                                                                  | 83    |       |
| 27. Dezember | Hans Heinrich Borcherdt                  | deutscher Germanist, Sprachwissenschaftler und Theaterhistoriker                                    | 77    |       |
| 27. Dezember | Carl Alexander Herzog von Württemberg    | deutscher Adliger, Benediktinermönch                                                                | 68    |       |
| 28. Dezember | Kees Bekker                              | niederländischer Fußballspieler                                                                     | 81    |       |
| 28. Dezember | Nikolai Alexejewitsch Bobrinski          | russisch-sowjetischer Zoologe und Professor (seit 1934)                                             | 74    |       |
| 28. Dezember | Dave Bowman                              | US-amerikanischer Jazzpianist des Swing und Dixieland-Revival                                       | 50    |       |
| 28. Dezember | Benedikt Reetz                           | deutscher Ordensgeistlicher, Abt von Seckau, Erzabt von Beuron, Abtpräses der Beuroner Kongregation | 67    |       |
| 28. Dezember | Friedrich Schirmer                       | deutscher Politiker (SPD), MdL                                                                      | 71    |       |
| 28. Dezember | Cliff Sterrett                           | US-amerikanischer Illustrator, Karikaturist, Comiczeichner und -autor                               | 81    |       |
| 28. Dezember | Edwin Bidwell Wilson                     | US-amerikanischer Mathematiker, Polyhistor und Hochschullehrer                                      | 85    |       |
| 29. Dezember | Bernard von Brentano                     | deutscher Schriftsteller und Journalist                                                             | 63    |       |
| 29. Dezember | Wladimir Andrejewitsch Faworski          | russischer Künstler                                                                                 | 78    |       |
| 29. Dezember | Gustavus Green                           | britischer Ingenieur                                                                                | 99    |       |
| 29. Dezember | Miroslav Krejčí                          | tschechischer Komponist, Musikpädagoge und Hochschullehrer                                          | 73    |       |
| 29. Dezember | Miki Rofū                                | japanischer Dichter, Kinderbuchautor und Essayist                                                   | 75    |       |
| 29. Dezember | Joseph V. O’Leary                        | US-amerikanischer Politiker                                                                         | 74    |       |
| 29. Dezember | George A. Paddock                        | US-amerikanischer Politiker                                                                         | 79    |       |
| 29. Dezember | Albert G. Simms                          | US-amerikanischer Politiker                                                                         | 82    |       |
| 30. Dezember | Hans-Gerhard Creutzfeldt                 | deutscher Neurologe; Entdecker der Creutzfeldt-Jakob-Krankheit                                      | 79    |       |
| 30. Dezember | Hermann Frommherz                        | deutscher Offizier der Fliegertruppe im Ersten Weltkrieg                                            | 73    |       |
| 30. Dezember | Aldo Quinti                              | italienischer Filmschaffender                                                                       | 60    |       |
| 30. Dezember | Gottfried Riccabona                      | österreichischer Rechtsanwalt                                                                       | 85    |       |
| 30. Dezember | Lewon Alexandrowitsch Rotinjan           | armenischer Physikochemiker und Hochschullehrer                                                     | 85    |       |
| 30. Dezember | Josef Tomcsik                            | ungarisch-schweizerischer Mediziner                                                                 | 66    |       |
| 30. Dezember | Leo Tover                                | US-amerikanischer Kameramann                                                                        | 62    |       |
| 30. Dezember | Fritz Wedel                              | deutscher Politiker (FDP/DPS), MdL, MdB                                                             | 48    |       |
| 31. Dezember | Daniel Corkery                           | irischer Schriftsteller                                                                             | 86    |       |
| 31. Dezember | William R. D. Fairbairn                  | britischer Psychoanalytiker                                                                         | 75    |       |
| 31. Dezember | Hermann Kretzschmann                     | deutscher Politiker (NSDAP), MdR                                                                    | 78    |       |
| 31. Dezember | Heinrich Martens                         | deutscher Musikpädagoge                                                                             | 88    |       |
| 31. Dezember | Ólafur Thors                             | isländischer Politiker                                                                              | 72    |       |
| 31. Dezember | Henry Maitland Wilson, 1. Baron Wilson   | britischer Feldmarschall im Zweiten Weltkrieg                                                       | 83    |       |